# 莫伊科瓦茨
莫伊科瓦茨是位於蒙特內哥羅北部莫伊科瓦茨市鎮内的城镇及其行政中心。根據2003年的人口普查，莫伊科瓦茨有人口4,120人。整个市镇有人口10,066人。

## 人口
莫伊科瓦茨人口：
- 1981年3月3日 - 5,156
- 1991年3月3日 - 4,391
- 2003年11月1日 - 4,120

族群分布（1991年人口普查）：
- 蒙特內哥羅人 (92.50%)
- 塞爾維亞人 (5.17%)

族群分布（2003年人口普查）：
- 蒙特內哥羅人 (54.77%)
- 塞爾維亞人 (41.12%)